# Karst Tates
Karst Roeland Tates (Zevenaar, 6 maart 1971 – Deventer, 1 mei 2009) was een Nederlandse man die tijdens Koninginnedag 2009 met een personenauto door dranghekken en een menigte heen reed, in de richting van de open bus waarmee de koninklijke familie op dat moment een rijtoer door Apeldoorn maakte. Hierbij kwamen acht mensen om het leven, onder wie hijzelf. De koninklijke familie bleef ongedeerd.

## Levensloop

### Jeugd en opleiding
Tates werd in 1971 geboren in Zevenaar en groeide op in Duiven. Zijn vader was ambtenaar en zijn moeder huisvrouw, die later actief werd in de hulpverlening. Tates was het op een na jongste kind en had twee zussen en een broer. In 1983 verhuisde het gezin naar Zevenaar. Hier doorliep Tates met succes de havo, waar hij in 1988 slaagde. Na de havo probeerde hij zijn vwo-diploma te behalen, wat hem niet lukte. In 1989 ging hij studeren aan de hotelschoolopleiding in Apeldoorn. Deze studie zette hij echter na anderhalf jaar stop. Hierna werd hij opgeroepen voor militaire dienst.

### Maatschappelijke loopbaan
Na zijn militaire dienst had Tates snel na elkaar diverse banen. In de jaren 90 raakte hij in de schulden. Hij raakte zijn huis kwijt en zwierf in 1998 enkele maanden rond, waarbij hij in een tentje woonde. Toen hij in 2000 een baan bij een benzinestation kreeg en in een Apeldoorns studentenhuis ging wonen, kon hij zijn schulden afbetalen. In 2001 verhuisde hij terug naar een zelfstandige woning. In 2004 zegde hij zijn werk bij het tankstation op, waarna hij zich inschreef bij een uitzendbureau.
In 2005 kwam Tates te werken bij reclameverspreider Interlanden in Apeldoorn. Hij kreeg hier al snel een vaste baan aangeboden en werd bevorderd tot aanvoerder. Hij behaalde zijn rijbewijs en verhuisde naar Velp. In 2007 verruilde hij Velp voor Huissen. Toen het bedrijf in september 2008 wilde reorganiseren, kwam Tates in conflict met zijn werkgever en verscheen hij niet meer op zijn werk. Eind 2008 werd hij hierom ontslagen. In 2009 maakte hij op buurtbewoners, die hem tegen het lijf liepen, een gedeprimeerde indruk. In april 2009 zegde hij de huur van zijn woning per het eind van die maand op.

### Aanslag op Koninginnedag 2009
Op 30 april 2009, Koninginnedag, reed Tates met zijn Suzuki Swift door een afzetting en een mensenmenigte heen, in de richting van de open bus met daarin de koninklijke familie. Daarbij kwamen zeven toeschouwers om het leven en raakten er elf gewond. De gebeurtenissen waren deels live op televisie te volgen. De bus werd niet geraakt. Direct na het tot stilstand komen van de auto, waarin hij door de toegesnelde politie zwaargewond werd aangetroffen, werd Tates aangehouden op verdenking van het plegen van een aanslag op de koningin, kroonprins en diens echtgenote (artikel 108 van het Wetboek van Strafrecht, WvSr) en van doodslag of moord (artikelen 287 en 289 WvSr) op mensen uit het publiek. Volgens de politie kon Tates nog enige woorden spreken voordat hij door het opgelopen hersenletsel buiten bewustzijn raakte. De eerst aanwezige wachtmeester van de Koninklijke Marechaussee verklaarde dat Tates bedoeld had de koninklijke familie te treffen.

### Overlijden
Tates overleed in de nacht van 30 april op 1 mei om 02.58 uur in het ziekenhuis van Deventer. Uit sectie op het stoffelijk overschot door het Nederlands Forensisch Instituut bleek dat Tates was overleden aan hersenletsel. Hij had geen alcohol in zijn bloed. Wel waren er sporen van cannabis aangetroffen in het bloed, maar die kunnen tot enkele weken na gebruik aantoonbaar blijven.
De dood van Tates betekende dat het strafrechtelijk onderzoek naar hem werd stopgezet. Een strafrechtelijk (voor)onderzoek moet in het Nederlands recht altijd gericht zijn op een mogelijke veroordeling. Een dode kan niet worden veroordeeld en dus ook niet meer worden vervolgd. Een onderzoek naar de toedracht van de aanslag werd na Tates' dood wel voortgezet. Reeds op 30 april verrichtte de politie huiszoeking in de woning van Tates om aanwijzingen te vinden over zijn drijfveren en van eventuele andere personen die erbij betrokken zouden kunnen zijn.
Tates werd in kleine en besloten kring begraven in een rieten kist.

### Speculatie over werkverleden bij prinselijke villa
Op 14 april 2010 kwam in het nieuws dat schrijver Tomas Ross, op basis van een niet nader bekende informant, tegenover Story beweerd had dat Tates in 2003 als beveiliger van Villa Eikenhorst op staande voet ontslagen zou zijn toen in de media foto's van de villa waren verschenen. Het beveiligingsbedrijf waar Tates voor gewerkt zou hebben was juist ingehuurd om dat te voorkomen. De Dienst Nationale Recherche reageerde namens het landelijk parket hierop met de mededeling dat Tates in de genoemde periode bij een tankstation gewerkt had, waardoor het bericht niet waar zou kunnen zijn.

## Persoonlijkheid
Twee weken na het overlijden van Tates gaven zijn ouders een interview aan Elsevier, waarin zij Tates schetsten als een man met een moeizaam en deprimerend leven, zonder vrienden of relaties. Met zijn ouders, broer en twee zussen had hij innig contact. Op zijn moeders verjaardag, 29 april 2009, heeft Tates haar nog opgebeld om haar te feliciteren. Zij kreeg in dat gesprek geen aanwijzing dat hij in een crisis verkeerde.
Kennissen en bekenden uit de laatste periode van zijn leven schetsten Tates als een attent, lief en sociaal geëngageerd persoon, die bijzonder lief was voor kinderen. Een kennis typeerde hem als fanatiek, maar niet agressief. Hij was wel fel gekant tegen het koningshuis, waarvan hij de leden "huichelaars" noemde.
Volgens burgemeester Harry de Vries van de gemeente Lingewaard, waarvan Huissen deel uitmaakt, was er tussen de man en de bewoners "een redelijk normaal contact". "Hij leefde niet met de gordijnen dicht. Het was evenmin zo dat zijn appartement al leeg was. Hij zou pas per 1 juni het pand uit gaan. Er is een normaal interieur". Daarbij zei hij dat de man "volstrekt de weg kwijt was in het leven". Er zouden echter geen signalen voor het drama zijn geweest. Buurtbewoners typeerden Tates als teruggetrokken, met name in de laatste maanden van zijn leven.
In september 2009 werden de rapporten gepubliceerd van de drie onderzoeken die waren ingesteld naar de toedracht van de gebeurtenissen op 30 april. Omtrent de persoon van Tates kwam een niet geheel duidelijk beeld naar boven: documenten, boeken, aantekeningen en tatoeages "suggereren op het eerste gezicht" dat hij mogelijk dweepte met, of althans belangstelling had voor, rechts-radicale ideeën. Hij zou zich geruime tijd in oude, vooral noordse, volkeren en runenschrift hebben verdiept. Ook zou hij werken hebben gelezen van Nietzsche en Céline. Zijn geestesgesteldheid was postuum onderwerp van een onderzoek door het Nederlands Instituut voor Forensische Psychiatrie en Psychologie (NIFP). Vanwege het maatschappelijk belang voerde het Instituut dit uit, hoewel het een unicum in de Nederlandse psychiatrie betrof doordat Tates zelf niet gesproken of geobserveerd kon worden. Het NIFP sprak om die reden niet van een onderzoek, maar van een gedragsdeskundige analyse die is gebaseerd op Tates' dossier en op gesprekken met zijn directe omgeving. De vraag die centraal stond was of er sprake was van een eventuele psychiatrische problematiek en of dit mogelijk in relatie stond met het gebeurde. Het NIFP had geen aanwijsbare persoonlijkheidsstoornis kunnen vinden. Wel werd geconstateerd dat hij met name het laatste halfjaar van zijn leven "kampte met problemen met onder meer middelengebruik en stemming".